# L'Orange de Noël (téléfilm)
Pour le roman, voir L'Orange de Noël.
Pour plus de détails, voir Fiche technique et Distribution.
L'Orange de Noël est un téléfilm français réalisé par Jean-Louis Lorenzi et diffusé pour la première fois le 11 novembre 1996 sur France 2. Cette fiction télévisuelle est l'adaptation du roman éponyme de Michel Peyramaure paru en 1982.

## Synopsis
En 1913, en Corrèze, Cécile Brunie (Sophie Aubry), une jeune institutrice, d'origine citadine, arrive dans un petit village où la population pauvre et catholique est très pratiquante. Elle donne ses cours dans l'école communale, donc publique et laïque, que l'abbé Brissard (Paul Le Person) fustige à longueur de sermons, usant un par un les enseignants successifs, car il ne supporte pas la séparation de l'Église et de l'État dans l'enseignement. Rapidement, elle se heurte au qu'en-dira-t-on et au mode de vie rural du début du XXe siècle, à l'aube de la Première Guerre mondiale. Fred (Stéphan Guérin-Tillié), son prétendant, un journaliste anarchiste, déserte l'armée où il devait faire son service militaire et est recherché par les gendarmes. L'institutrice prend sous son aile une de ses élèves, Malvina (Lys Caro), qui est considérée comme idiote par sa famille et les habitants, mais qui a un grand potentiel, et la prépare pour le certificat d'études. Le curé, tenace, fini par obtenir sa « vengeance » en faisant une offre au frère de Malvina, Pierre (Jean-Yves Berteloot). Ce dernier, mis au pied du mur par cette promesse de prospérité, va pour refuser, mais sa mère accepte le marché. Malvina se retrouve donc à l'école privée, peu avant le certificat d'études. Pierre et Cécile tombent amoureux alors que la guerre est déclarée et que Pierre est mobilisé.

## Fiche technique
- Réalisation : Jean-Louis Lorenzi
- Scénario : Béatrice Rubinstein et Jean-Louis Lorenzi, d'après le roman de Michel Peyramaure
- Musique : Bruno Coulais
- Image : Jacques Guérin
- Sociétés de production : France 2, King Movies, SFP
- Pays :  France
- Genre : Comédie dramatique
- Durée : 120 minutes
- Date de diffusion : 11 novembre 1996 sur France 2
- Date de la dernière diffusion :  11 décembre 2017 sur France 5

## Distribution
- Sophie Aubry : Cécile Brunie
- Jean-Yves Berteloot : Pierre Delpeuch
- Lys Caro : Malvina Delpeuch
- Stéphan Guérin-Tillié : Fred
- Paul Le Person : l'abbé Brissaud
- Françoise Giret : la « mairé »
- Geneviève Rey-Penchenat : Emma Berthier
- Virginie Peignien : Isabelle de Bonneuil
- Sylvie Bellet : la patronne de Flavie
- Annie Grégorio : Jeanne
- Mathieu Rodriguez : Jeantounet
- Jean-François Dérec : M. Caze
- Sylvie Bonnet : Agathe
- Anne-Lise Calvez : Flavie
- Gérard Victor : le maire
- Bruno Sanches : Eugène

## Autour de la fiction
Ce téléfilm est tourné en grande partie en Corrèze, au village de Curemonte.
En 1997, L'Orange de Noël remporte la Nymphe d'or de la fiction au Festival de Monte-Carlo
.
Cette fiction engendre une forte audience de 8,4 millions de téléspectateurs, lors de sa première télédiffusion sur France 2 et des records lors de sa rediffusion, notamment sur la chaîne France 5 en janvier 2016.
Cette fiction connaît quatre suites signées par le même réalisateur Jean-Louis Lorenzi, pour lesquelles les personnages de Cécile Brunie (l'institutrice) et quelques autres protagonistes apparaissent à différentes périodes de leur existence et de l'histoire du XXe siècle en France :
- 2003 : La Tranchée des espoirs : la fraternisation des soldats français et allemands pendant la Première Guerre mondiale ;
- 2005 : Le Bal des célibataires : le combat des femmes contre la désertification rurale de la Corrèze et le manque d'hommes durant et à la suite de la Première Guerre mondiale ;
- 2007 : Chat bleu, chat noir : les années folles et les prémices de la Deuxième Guerre mondiale ;
- 2007 : Épuration : les suites de la Deuxième Guerre mondiale et la Libération de la France.